# Diakonie de La Tour
Die Diakonie de La Tour (bis 2011 Diakonie Kärnten) ist ein soziales Werk der Evangelischen Kirche in Österreich. 2004 ist sie aus der Stiftung de La Tour und der Diakonie Waiern entstanden. Ihre Tätigkeit erstreckt sich auf die Bereiche der österreichischen Bundesländer Kärnten, Osttirol, Burgenland und Steiermark. Die Organisation ist Mitglied der Diakonie Österreich.

## Geschichte
In den 1870er und 1880er Jahren wurden innerhalb einer relativ kurzen Zeit die Grundlagen für eine evangelische Sozialarbeit in Kärnten gelegt, die in ihrer Wirkung und Auswirkung weit über die Grenzen der Kirche hinausgehen sollte.

### Die Diakonie in Waiern bis 1938
Die Evangelische Pfarrgemeinde Waiern bei Feldkirchen, die 1851 entstanden war, wählte 1871 Ernst Schwarz zu ihrem neuen Pfarrer; bereits zu Beginn seiner Amtszeit erwies er sich als streitbar und willensstark. 1873 begann Schwarz damit, unversorgte und verwahrloste Knaben im Pfarrhaus aufzunehmen. Anstoß gaben ihm die Besuche in seinem Pfarrsprengel, bei denen er das verbreitete Elend der Bevölkerung erlebt hatte. 1881 wurde diese Kinderfürsorge in organisatorische Form gebracht. Schwarz verfasste ein Statut für die „Christliche Armenkinder-Anstalt in Waiern bei Feldkirchen“ und am 30. Oktober 1881 erfolgte die formelle Gründung des Werkes. In den von Ernst Schwarz verfassten Statuten wurde auch der religiöse Hintergrund des Vorhabens formuliert: „Der Zweck der Erziehung ist der, die Kinder zu Jesus, dem Heiland der Welt, zu weisen, damit sie selige Glieder des Reiches Gottes werden. – Weiters sollen sie zu allem nötigen Guten für Seele und Leib, zum Leben in dieser Welt mit Liebe und Ernst erzogen werden, damit sie tüchtige Berufsmenschen, willige Staatsbürger und liebevolle Familienmitglieder werden.“
1886 wurde der Weg zu einem eigenen Heim eingeschlagen: zwei Keuschen mit dazugehörendem Grund in unmittelbarer Nachbarschaft zur Pfarrgemeinde wurden erworben, dazu kamen von der Pfarrgemeinde selbst zwei weitere Grundstücke. Am 14. November 1888 wurde auf diesem Grund das für 84 Kinder konzipierte Kinderrettungsheim Waiern (heute Ernst-Schwarz-Haus) eingeweiht, die Nachfrage allerdings war so stark, dass man bereits ein Jahr nach der Fertigstellung ein zweites Haus hätte füllen können. Die Betreuung erfolgte nach dem Hauselternmodell (wobei Pfarrer Schwarz dieses Amt zunächst mit einer Magd, dann mit seiner Ehefrau Pauline selbst übernommen hatte). Von 1881 bis 1902 wurden im Kinderheim in Waiern insgesamt 338 Kinder aufgenommen, bis 1907 stieg die Gesamtzahl auf 464. Neben materiellen Fürsorge war die Betreuung auch auf eine berufliche Qualifikation ausgerichtet. Bei den Mädchen lag der Schwerpunkt auf einer hauswirtschaftlichen Erziehung.
1911 erfolgte die Errichtung eines zweiten Kleinkinderheimes (heute Meta-Diestel-Haus), für das bereits 1908/09 vor allem aus Deutschland beträchtliche Spenden eingegangen waren. 1946 wurde in diesem zweiten Kleinkinderheim auch ein Kindergarten eingerichtet.

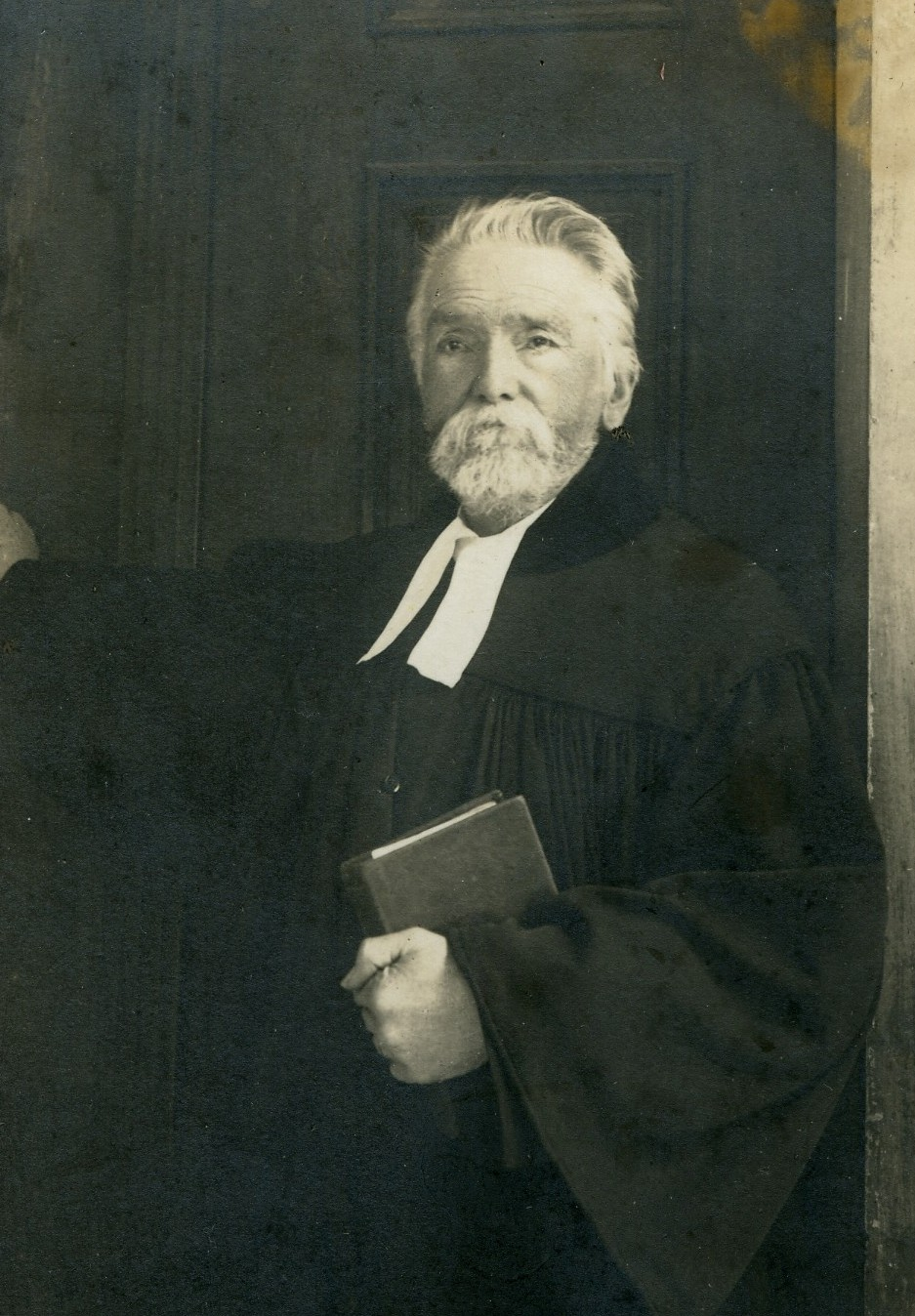
Pfarrer Ernst Schwarz 1921

Ein 1891/92 geplantes Krankenheim einzurichten war 1894 fertig gestellt. In den ersten zehn Jahren des Bestandes wurden etwa 1.400 Patienten im Wairer Krankenheim betreut, der Großteil über einen längeren Zeitraum hinweg. Auch hier konnte die Nachfrage aufgrund mangelnder Kapazitäten kaum befriedigt werden.
Ein Zweig der Wairer Anstalten in der Landeshauptstadt Klagenfurt: das evangelische Alumnat am Lendkanal wurde 1892 eröffnet, zunächst in einer Wohnung, später im etwas außerhalb der Stadt gelegenen Schloss Zigguln. 1895 erwarb man ein Haus am Lendkanal, unmittelbar neben der evangelischen Kirche, zu dem auch ein Garten und ein Acker gehörten. Die Zahl der aufgenommenen (keineswegs nur evangelischen) Schüler lag im Schuljahr 1897/98 bei 20, 1899 waren es 29. Die Finanzierung des Schülerheimes lief maßgeblich über finanzielle Beiträge jener Familien, die ihre Kinder dorthin entsandten. Das Bestehen des Schülerheimes in Klagenfurt endete im Zuge des Ersten Weltkriegs, als das Gebäude von Seiten der Behörden für die Unterbringung Notleidender requiriert wurde.
Bis um 1900 waren die Anstalten in Waiern organisatorisch und auch rechtlich maßgeblich auf den Gründer Ernst Schwarz ausgerichtet. Ende 1900 trat ein Ausschuss zur Beratung über die Statuten des Vereines zusammen und im Jänner 1901 erfolgte schließlich die Gründung des „Evangelisch-Kirchlichen Hilfsvereins in Kärnten“ mit Sitz in Waiern, der künftig Träger der Anstalten sein sollte. Dass das Unternehmen auch weiterhin auf den Gründer ausgerichtet war, belegt der Umstand, dass die Leitung des Vereins auf Lebenszeit an Ernst Schwarz übertragen wurde. Über diesen Verein wurden in den folgenden Jahren Querverbindungen zu anderen evangelischen Sozialeinrichtungen geschaffen, vor allem durch die Einbindung bestimmter Persönlichkeiten in den Vorstand, so etwa der Gräfin Elvine de La Tour, Gründerin der diakonischen Einrichtungen in Treffen.
Um 1900 entbrannte ausgehend von der diakonischen Arbeit in Waiern ein erbitterter Konflikt im Kontext der „Los von Rom“-Bewegung. In Feldkirchen war seit den 1900er Jahren der katholische Kaplan Paul Kayser tätig, der in der Arbeit in Waiern den Versuch sah, katholische Kinder zum evangelischen Glauben zu bringen. Um dem entgegenzuwirken, gründete Kayser 1902 in Feldkirchen ein katholisches Waisenhaus. Die sich aus dieser Gründung ergebenden wirtschaftlichen Unternehmungen Kaysers wuchsen sich in den folgenden Jahren enorm aus; sie umfassten bald Landwirtschaftsbetriebe, eine Brauerei, eine Holzhandelsfirma und ein Kohlebergwerk. Zudem gründete er in Treffen eine katholische Anstalt als Gegenpol zu den dortigen diakonischen Einrichtungen. Nach einigen Jahren brachen die Unternehmungen Kaysers finanziell zusammen und er wurde 1911 zu einer zweijährigen Haftstrafe verurteilt.
Wie in Treffen machte auch in Waiern der Tod des Gründers eine Neuorientierung und Neuorganisierung notwendig. Nach über 50 Jahren als Pfarrer von Waiern und mehr als 40-jähriger Leitung der diakonischen Werke verstarb Ernst Schwarz am 22. Juli 1925. Man beschloss auf Seiten der Pfarrgemeinde im Zuge der Vorbereitung der Pfarrerwahl die Trennung der Funktionen des Gemeindepfarrers und der Leitung der diakonischen Werke. Der Vorstand des Evangelisch-Kirchlichen Hilfsvereines bestimmte Johannes Hermann 1926 zum Inspektor der Anstalten. Ihm folgte nach zehn Jahren Tätigkeit im Jahr 1936 Karl Eberspächer.

### Die Entstehung der Stiftung de La Tour
In Treffen in der Nähe von Villach war es die aus dem heutigen Norditalien, aus der Nähe von Görz kommende Gräfin Elvine de La Tour, die eine aus dem Pietismus heraus motivierte Sozialarbeit begann. Sie hatte bereits in Görz bzw. auf ihrem Schloss in Russiz Sozialarbeit geleistet, wo 1873 ein Waisenversorgungsverein entstanden war. In der Folge verlegte sich die soziale Arbeit der Elvine de La Tour nunmehr auf ihren privaten Wohnsitz in Russiz: die 15 Mädchen fanden nach der Auflösung des Waisenversorgungsvereins auf Schloss Russiz Aufnahme.
Ein Wendepunkt für die weitere Tätigkeit der Elvine de La Tour – auch später in Kärnten – war 1878 der Tod ihres Vaters. Sein nachgelassenes Vermögen wurde Jahrzehnte hinaus das materielle Rückgrat der diakonischen Arbeit der Gräfin. Sie ließ eine neue Unterbringung errichten. In den folgenden Jahren wurde die Anstalt immer wieder aus- und umgebaut. Im Jahr 1885 erwarb Graf Theodor de La Tour, Elvines Ehemann, das Schlossgut Treffen in der Nähe von Villach gemeinsam mit einem beträchtlichen dazugehörigen Grundbesitz. Noch im Sommer desselben Jahres begann die Gräfin mit einer christlich motivierten Bildungsarbeit: Sie begann damit, arme Kinder aus der Umgebung in einer Sonntagsschule zu sammeln. Sie nahm zudem das Elend und die Verwahrlosung zahlreicher Menschen wahr, was ein wesentlicher Impuls war, auch in Kärnten Sozialarbeit zu leisten.
Im November 1891 wurde eine evangelische Privatschule in Treffen eröffnet, die zunächst in einem Nebengebäude des Schlosses untergebracht war. Zu Beginn hatte die Schule 37 Schüler (25 Knaben, 12 Mädchen). Aufgrund der steigenden Zahl an Schulkindern wurde 1894 mit einem Neubau begonnen, zu dessen Finanzierung vor allem der Verkaufserlös von privatem Schmuck der Gräfin herangezogen wurde. Die im neuen Schulhaus untergebrachten beiden Schulklassen umfassten nunmehr 144 Kinder. 1897 suchte Elvine de La Tour um das Öffentlichkeitsrecht für die Schule an, das ihr 1903 verliehen wurde.

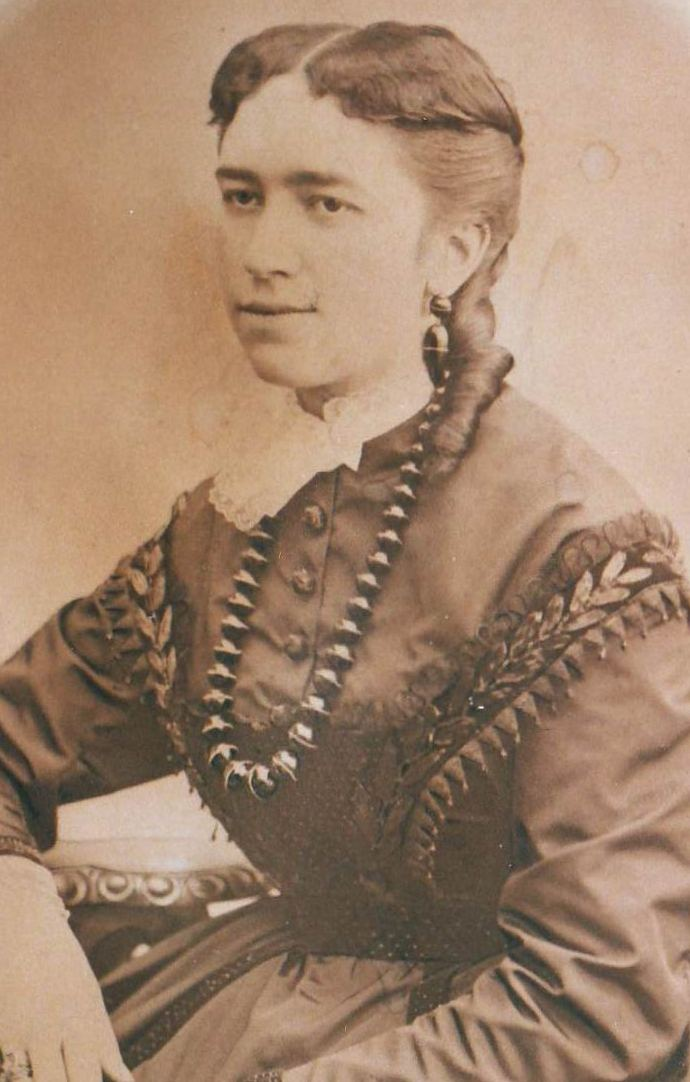
Elvine de La Tour um 1916

Ein weiterer Schwerpunkt der Arbeit in Treffen war ab den 1890er Jahren die Evangelisation. Diese auf die Diasporasituation in Kärnten ausgerichtete „Gemeinschaftsarbeit“ hatte die Aufgabe, das Evangelium zu verkünden und Schriften in der Bevölkerung zu verbreiten. Angewiesen war man dabei auf die Kooperation der jeweils zuständigen Pfarrgemeinden, was nicht immer konfliktfrei ablief. Ab 1920 setzte die von Elvine de La Tour angestoßene Gemeinschaftsarbeit ihre Tätigkeit in Form eines eigenen Vereines fort, dem „Christlichen Missionsverein für Österreich“. Aus den jährlichen Zusammenkünften im Rahmen der Gemeinschaftsarbeit entstanden die „Pfarrerrüstzeiten“ und schließlich die heute noch bestehende „Pfarrergebetsbruderschaft“ (PGB).
Als ein Teil der Evangelisationsarbeit entstand ab 1912 die Bekämpfung des Alkoholismus. Den Rahmen dafür bildete der „Blau-Kreuz-Verein“, der 1877 in der Schweiz entstanden war und dessen Treffener Zweig 1913 gegründet wurde. 1923 wurde aus dem Blau-Kreuz-Verein für Kärnten der heute noch bestehende Verein „Blaues Kreuz Österreich“, der nach wie vor in enger Zusammenarbeit mit der Suchtkrankenbetreuung in Treffen steht.
Neben den Kindern waren auch die Alten die im späten 19. Jahrhundert von Armut und Elend betroffen; insbesondere der sogenannten Einleger nahm sich die Gräfin de La Tour an. 1902 erwarb man zu diesem Zweck ein eigenes Haus, in dem unter dem Namen „Herrnhilf“ ein Einlegerasyl eingerichtet wurde. Die Einrichtung dieses Heimes verlief anders als geplant: bevor die ersten Einleger untergebracht wurden, nahm die Gräfin de La Tour auf Bitten des Villacher Pfarrers Heinzelmann 1903 zwei Halbwaisen in das Haus auf. So entstand spontan eine weitere Einrichtung. Organisatorisch bauten diese Einrichtungen – wie auch jene in Waiern – auf dem Modell der Hauseltern auf. Für Herrnhilf gewann man 1908 das Ehepaar Gienger als Hauseltern – eine Familie, die in den folgenden Jahrzehnten prägend für die Treffener Anstalten werden sollte.
Die Zeit des Ersten Weltkrieges bedeutete für die diakonische Arbeit in Treffen einen dramatischen Einschnitt. Dies betraf zunächst den durch die italienischen Kriegsgewinne bewirkten Verlust der Besitzungen – und damit der sozialen Werke – in Russiz im Jahr 1915. Zum anderen überlebte Elvine de La Tour diesen Verlust nur kurze Zeit und starb am 7. Oktober 1916. Erst nach einigen Jahren wurde der testamentarisch geäußerte Wunsch der Gräfin, für die Werke in Treffen eine Stiftung einzurichten, umgesetzt. Um dem Wunsch der Gräfin zu entsprechen, wandte man sich an den Zentralverein für Innere Mission in Wien, der als Dachverband bei den Behörden die Einsetzung eines Kuratoriums und die Bildung der „Evangelischen Stiftung der Gräfin Elvine de La Tour“ erwirken konnte. Zum ersten Rektor in Treffen wurde Richard Roth bestellt, bis dahin Pfarrer in Fürstenfeld. Eine Genehmigung des Stiftbriefes und des Kuratoriums durch die Kärntner Landesregierung erfolgte 1931.
Hinsichtlich des Verlustes von Russiz konnte erst 1926 eine vertragliche Einigung mit der italienischen Regierung erzielt werden. In dem Übereinkommen wurde festgelegt, dass die Russizer Besitzungen in das Eigentum des Königreiches Italien übergingen und die neu geschaffene Stiftung im Gegenzug eine Entschädigungszahlung über 625.000 Lire erhielt. Die wirtschaftliche Notlage der 1920er Jahre erfasste auch die diakonischen Einrichtungen, so auch die Stiftung de La Tour in Treffen; zur Deckung der finanziellen Bedürfnisse waren die Werke zumindest zu 25 % auf Spenden, vor allem aus Deutschland und der Schweiz, angewiesen, was in diesen Jahren umso schwieriger war. Eine zusätzliche Hürde bedeuteten die politischen Konflikte zwischen Deutschland und Österreich in den 1930er Jahren, insbesondere durch die vom Deutschen Reich verhängte Devisensperre. 1936 verstarb Rektor Roth, zu seinem Nachfolger wurde provisorisch Hausvater Gienger berufen.

### Die diakonischen Werke in der NS-Zeit (1938–1945)
Die Jahre der NS-Herrschaft von 1938 bis 1945 bedeuteten für die beiden diakonischen Werke in Treffen und Waiern einen tiefen und schmerzhaften Einschnitt. Schon bald nach dem „Anschluss“ vom März 1938 zeichnete sich ab, dass die Werke in mehr oder weniger großem Maße von der NS-Volkswohlfahrt übernommen werden würden. In Treffen wurde etwa die Hälfte des Werkes beschlagnahmt und mit Bescheid vom 30. Juni 1939 wurde der Stiftung de La Tour die gesamte Kinder- und Jugendarbeit entzogen. Was übrig blieb, war die Fürsorge für Alte und Kranke und die Trinkerheilstätte. Hinsichtlich der der Stiftung verbliebenen Arbeitsbereiche ist bemerkenswert, dass es keine Opfer der NS-„Euthanasie“ gab und es auch gelang, jüdische Menschen durch die Zeit des NS-Regimes zu retten.
In Waiern wurde die evangelische Schule geschlossen. Im Frühsommer 1939 erfolgte – wie auch in Treffen – die Beschlagnahme der Anstalten. In der Öffentlichkeit war man bemüht, die Enteignung durch verschiedene Vorwürfe gegen die vermeintlich schlechten Zustände in den Anstalten zu legitimieren, Inspektor Eberspächer wurde verhaftet und in der Folge mit Gauverbot belegt. Mit 19. April 1940 erfolgte schließlich per Bescheid auch die formale Enteignung der Wairer Anstalten, die eine noch umfassendere war als in Treffen.

### Von 1945 bis zum Zusammenschluss zur Diakonie Kärnten
So wie die Werke in Waiern und Treffen das Schicksal der Beschlagnahmung geteilt hatten, begann für beide 1945 ein langes Bemühen um eine Rückstellung der beschlagnahmten Einrichtungen. 1947 wurden in Treffen das Haus Herrnhilf und die dazu gehörigen landwirtschaftlichen Gründe zurückgestellt, erst zwei Jahre später wurde dies auch grundbücherlich bestätigt. Die Arbeit musste in vielen Bereichen nahezu bei null wieder begonnen werden, eine Aufgabe, die dem neuen Rektor (ab 1947) Friedrich Gienger jun. zufiel. In Waiern war der Ablauf ein ähnlicher. Im Mai 1945 eingereichten Gesuchen um Rückstellung des beschlagnahmten Besitzes wurde gegen Ende 1947 entsprochen. 1946 wurde die Diakonie in Waiern durch die Gründung des Evangelischen Vereins für Innere Mission wiederum auf neue organisatorische Beine gestellt.
Nach einer Konsolidierungsphase, die der Rückstellung nach 1945 folgte, erfolgte in den diakonischen Anstalten in Waiern ein Ausbau der Tätigkeitsgebiete. Zu Beginn der 1950er Jahre erfolgte der erste Ausbau des Krankenheimes, aus dem ein richtiges Krankenhaus werden sollte Dieser erste Umbau war 1954 abgeschlossen. Bereits 1959/60 erfolgte eine zweite Ausbauphase. 1964 folgte dann eine dritte Bauetappe, bei der unter anderem ein drittes Stockwerk errichtet wurde; damit waren – zumindest was das Äußere betrifft – die Um- und Ausbauarbeiten am Wairer Krankenhaus für längere Zeit abgeschlossen. Im Jahr 1956 trat das UN-Hochkommissariat für Flüchtlinge an die Verwaltung der Diakonie Waiern mit der Anfrage heran, ob man Platz für ältere Flüchtlinge schaffen könne. Als Raum dafür wurde das alte Schulhaus ausgemacht. Aus dem daraus folgenden Um- und Ausbau des ehemaligen Schulhauses entstand schließlich das „Haus Abendruh“, ein Altenheim.
1958 nahm eine evangelische Haushaltungsschule den Betrieb auf. 1966 übernahm der Evangelische Verein für Innere Mission eine vom Weltkirchenrat in Genf eingerichtete Lehrwerkstätte, die ebenfalls zu einer Haushaltungsschule aus- bzw. umgebaut wurde. Hinzu kamen in den folgenden Jahren schließlich noch ein Diakonischer Lehrgang bzw. ab den frühen 1980er Jahren eine Diakonienschule, ein Lehrgang für Behindertenarbeit und eine Schule für Sozialberufe (die bis heute besteht). 1976 wurde schließlich auch im Rahmen der Wairer Diakonie mit der Behindertenarbeit begonnen, zunächst in Spittal an der Drau. Ab 1977 wurde diese Arbeit auch in Waiern selbst eingeführt, zunächst im Meta-Diestel-Haus, einige Jahre später auch auf dem Gelände des Köraushofes.
Auch in Treffen erfolgte in der Zeit nach 1950 eine Ausweitung der Arbeitsgebiete. Dazu gehörten unter anderem die Flüchtlingsarbeit (vor allem nach 1956), die Einrichtung eines Schülerinternates in Villach oder die Einrichtung eines Sonderkrankenhauses anstelle der ehemaligen Trinkerheilstätte „Friedensheim“ im Jahr 1983. Eine Reaktivierung der 1939 beschlagnahmten Schule gelang nicht mehr. Erst in den 1970er Jahren stand das Gebäude wieder der diakonischen Anstalt zur Verfügung, mit der Bezeichnung „Lindenschlössl“ wurde die ehemalige Schule zu einer Betreuungseinrichtung für geistig beeinträchtigte Frauen. Ein entsprechendes Heim für Männer wurde in der „Meierei“ eingerichtet. Als Neubau wurde das Haus „Ausblick“ errichtet, eine Ausbildungsstätte für Jugendliche mit erschwerten Eingliederungsmöglichkeiten in den Arbeitsmarkt.
1962 wurde in der Nähe von „Herrnhilf“ ein Freizeitenheim eröffnet, das vor allem dem „Freundeskreis der Stiftung“ für Tagungen und andere Treffen dienen sollte.

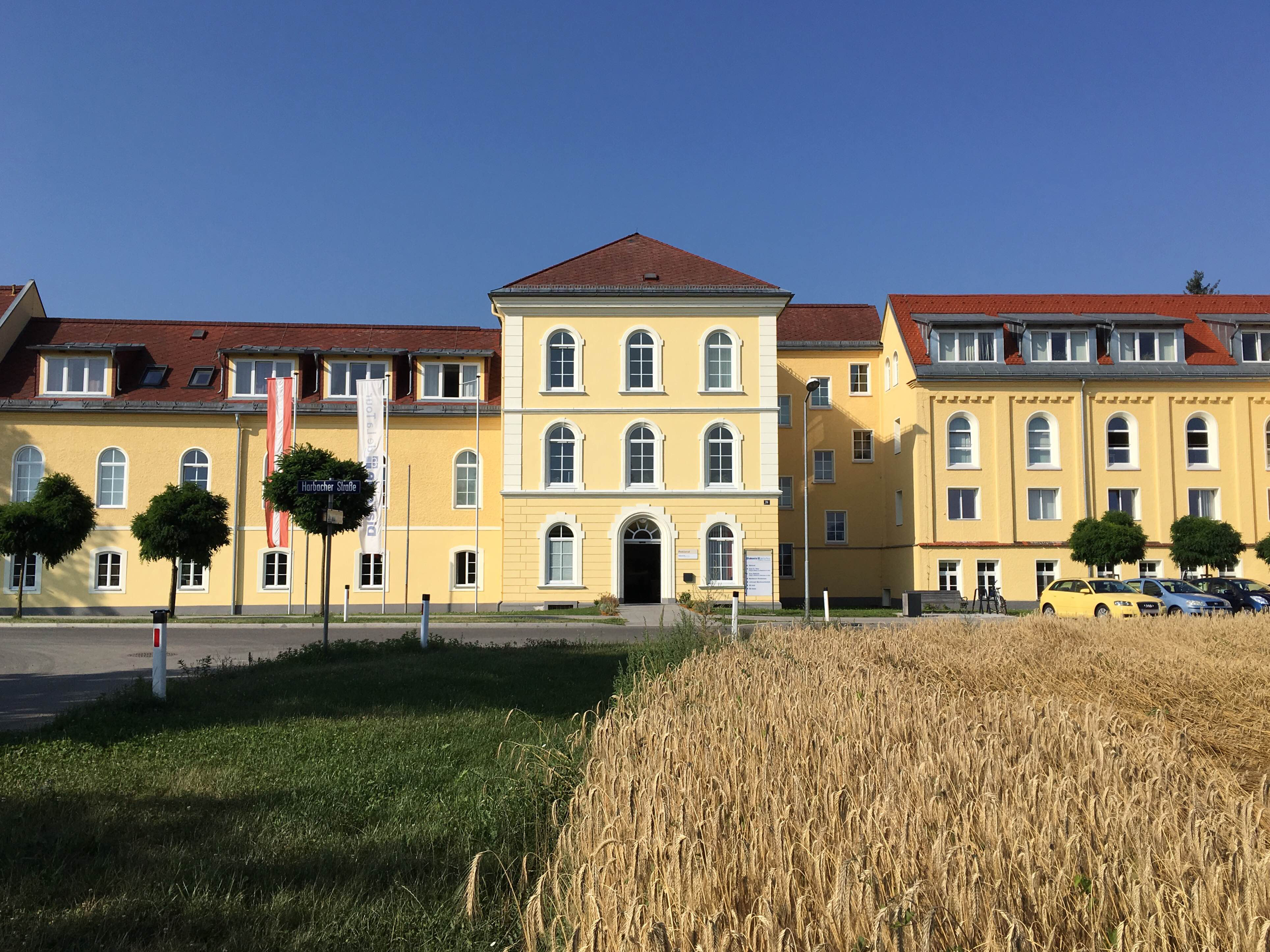
Schloss Harbach im Jahr 2016 – Sitz der Diakonie de La Tour

2002 wurde schließlich die Zusammenführung der beiden diakonischen Werke in Waiern und Treffen eingeleitet; Hubert Stotter übernahm zusätzlich zu seinem Amt als Rektor der Stiftung de La Tour auch jenes als Leiter der Diakonie Waiern. Dem folgte zwei Jahre später der Zusammenschluss unter der neuen Dachgesellschaft „Diakonie Kärnten“. In Klagenfurt wurde im ehemaligen Kloster Harbach (das die Stiftung de La Tour 2002 erworben hatte) ein neuer Standort eingerichtet, in dem insbesondere das Rektorat der Diakonie Kärnten untergebracht wurde. Im Jahr 2011 erfolgte schließlich die Umbenennung in „Diakonie de La Tour“.
Seit 1. Jänner 2024 ist  Astrid Körner neue Rektorin der Diakonie de la Tour. 

## Arbeitsbereiche
Unter dem Dach der Diakonie de la Tour arbeiten 2500 Mitarbeiterinnen und Mitarbeiter in folgenden sieben Tätigkeitsbereichen:
- Gesundheit (Krankenhaus Waiern, Krankenhaus de La Tour in Treffen, Ambulanzen)
- Menschen mit Behinderungen (Wohngruppen, teilbetreutes Wohnen, Beschäftigungswerkstätten, Berufsausbildung für Menschen mit individuellem Förderbedarf)
- Menschen im Alter (Wohn- und Pflegeeinrichtungen, Hospizarbeit)
- Bildung (Kindergärten, Schulen, Horte, Erwachsenenbildung, Bildungsangebote für Menschen mit Behinderungen)
- Kind, Jugend & Familie (Wohngemeinschaften für Kinder und Jugendliche in schwierigen Lebenssituationen)
- Flucht, Migration und Inklusion (Unterbringung, Versorgung, Beratung, Begleitung)
- Sozialraumorientierung und Quartiersentwicklung[14]